# Röhrnbach

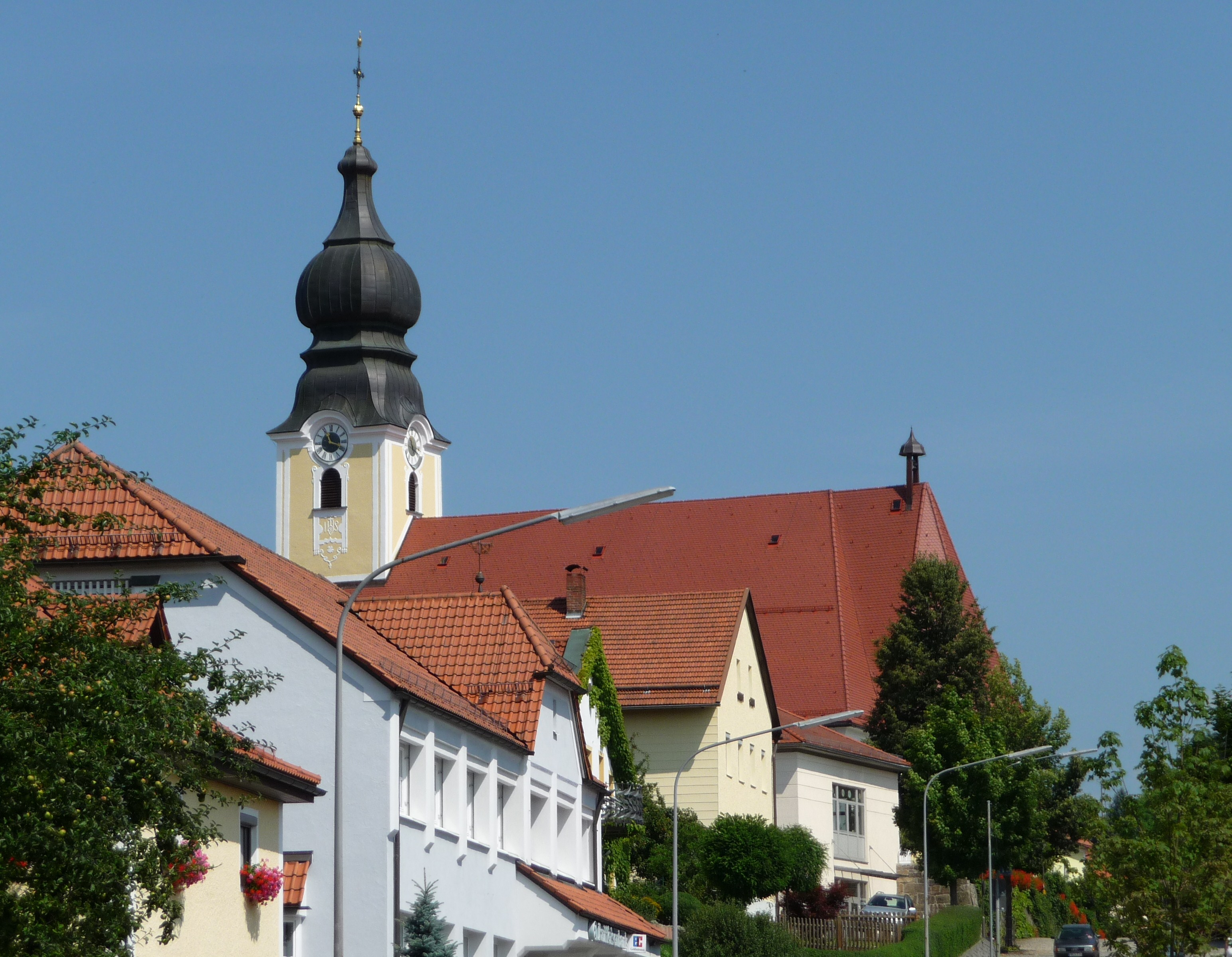
Röhrnbach

Röhrnbach este o comună-târg din districtul Freyung-Grafenau, regiunea administrativă Bavaria Inferioară, landul Bavaria, Germania.